# Dyana Calub
Dyana Jane Calub, nach Heirat Dyana Jane Brown (* 28. November 1975 in Bourke, New South Wales), ist eine ehemalige australische Schwimmerin. Sie erschwamm bei Olympischen Spielen eine Silbermedaille. Bei Weltmeisterschaften auf der 50-Meter-Bahn erhielt sie einmal Gold und bei Commonwealth Games erkämpfte sie zweimal Gold und einmal Silber.

## Sportliche Karriere
Die 1,75 Meter große Dyana Calub schwamm für den Kingscliff Swim Club.
Calub nahm 1997 an den Kurzbahnweltmeisterschaften in Göteborg teil, verpasste aber sowohl über 100 Meter Rücken als auch über 200 Meter Rücken das Finale. Zwei Jahre später bei den Kurzbahnweltmeisterschaften 1999 in Hongkong belegte sie den vierten Platz über 50 Meter Rücken. Sie schlug 0,12 Sekunden nach ihrer drittplatzierten Landsfrau Kellie McMillan an. Bei den Pan Pacific Swimming Championships 1999 siegte Calub über 100 Meter Rücken zeitgleich mit der Japanerin Mai Nakamura. Mit der 4-mal-100-Meter-Lagenstaffel gewann Calub die Silbermedaille hinter dem Team aus den Vereinigten Staaten.
2000 bei den olympischen Schwimmwettbewerben in Sydney fand zunächst der Wettbewerb über 100 Meter Rücken statt. Calub erreichte das Finale mit der zehntbesten Vorlaufzeit und der achten Zeit im Halbfinale, wobei sie im Halbfinale 0,05 Sekunden vor der Neunten anschlug, der Deutschen Antje Buschschulte. Im Finale belegte Calub den siebten Platz. Über 200 Meter Rücken schied sie im Vorlauf mit der 24. Zeit aus. In der Lagenstaffel schwammen im Vorlauf Giaan Rooney, Tarnee White, Petria Thomas und Sarah Ryan die zweitschnellste Zeit. Im Finale waren Dyana Calub, Leisel Jones, Petria Thomas und Susie O’Neill drei Sekunden schneller als die Vorlaufstaffel und schlugen drei Sekunden hinter dem US-Quartett an. Alle sieben beteiligten Australierinnen erhielten eine Silbermedaille.
Bei den Weltmeisterschaften 2001 in Fukuoka wurde Calub Sechste über 50 Meter Rücken. Über 100 Meter Rücken verfehlte sie als Neunte des Halbfinales den Endlauf um 0,03 Sekunden. In der Lagenstaffel schwammen im Vorlauf Clementine Stoney, Tarnee White, Petria Thomas und Elka Graham die viertbeste Zeit. Im Finale waren Dyana Calub, Leisel Jones, Petria Thomas und Sarah Ryan fünfeinhalb Sekunden schneller als die Vorlaufstaffel, die Australierinnen gewannen Gold vor den Staffeln aus den Vereinigten Staaten und aus China.
Im August 2002 bei den Commonwealth Games 2002 in Manchester siegte Calub über 50 Meter Rücken mit 0,07 Sekunden Vorsprung auf die Kanadierin Jennifer Carroll. Über 100 Meter Rücken hatte die Engländerin Sarah Price 0,8 Sekunden Vorsprung vor Calub, Dritte wurde Giaan Rooney. Mit der Lagenstaffel gewann Calub ihre zweite Goldmedaille. Drei Wochen nach den Commonwealth Games fanden in Yokohama die Pan Pacific Swimming Championships statt. Calub schlug über 100 Meter Freistil als Zweite hinter Natalie Coughlin aus den Vereinigten Staaten an. Die australische Lagenstaffel siegte vor dem US-Quartett.